# Efferia argentifrons
Efferia argentifrons är en tvåvingeart som först beskrevs av James Stewart Hine 1911.  Efferia argentifrons ingår i släktet Efferia och familjen rovflugor. Inga underarter finns listade i Catalogue of Life.